# Ceiba aesculifolia parvifolia
Ceiba aesculifolia subsp. parvifolia, es un árbol perteneciente la familia Malvaceae. Es una subespecie de Ceiba aesculifolia. Los nombres comunes de la especie (aunque también son nombres counes de otras especies) son kapoc (Puebla), pochote (Morelos, Guerrero), pochota (Puebla) o ceiba;

## Descripción
Árbol mediano, cuya altura varía entre 4 a 15 m, aunque algunos individuos pueden alcanzar los 20 m; tronco cónico y robusto en la base, con abundantes espinas cónicas y duras, de hasta 6 cm, copa ampliamente extendida; las ramas jóvenes lisas o con pubescencia rojiza, con abundantes lenticelas y usualmente también están armadas con espinas agudas y pequeñas, las ramas adultas rojizas y lisas, con pubescencia estrellada; la corteza externa grisácea, lisa con espinas cónicas fuertes y gruesas de 5 a 6 cm, la corteza presenta desprendimiento en grandes láminas papiráceas de color gris, el grosor de la corteza es de aproximadamente 7 mm,  corteza interna verde brillante. Hojas dispuestas en espiral, foliolos, cinco o seis, obovado-elípticos o redondo obovados, de 2 a 5 cm de largo por 1.5 a 2 cm de ancho, ápice terminado en punta, estrechamente cuneados en la base, lisos, o con abundante pubescencia estrellada en el envés y más pálida, el haz menos densa y verde brillante, a menudo los peciolos son largos y pubescentes. Flores terminales de color blanco a café cremoso, cáliz de 1.5 a 2.5 cm de largo por 1.3 cm de ancho, carnoso, pubescente en la cara interna, de color verde con tintes púrpuras, pétalos de 8 a 13 cm de largo, recubiertos externamente de abundante pubescencia estrellada de color amarillo-dorada, internamente con poca pubescencia, casi lisos; estambres de color blanco cremoso, de 13 a 13.5 cm aproximadamente; anteras amarillas y/o pálidas. Fruto; tipo cápsula oblongo-elipsoide de 8 cm de largo, dehiscente, internamente con cuatro estructuras membranosas que sostienen la fibra sedosa que envuelve a las numerosas semillas.

## Distribución
Se distribuye en los estados de Guerrero, Morelos, Puebla, Oaxaca, Tabasco y Yucatán. Así como en Jalisco, Michoacán, Chiapas y Veracruz.

## Hábitat
Se encuentra en el bosque tropical caducifolio, o en encinar con especies de bosque tropical caducifolio. Prospera en laderas y barrancas, suelos someros o ligeramente profundos,  derivados de roca caliza, también en suelos arenosos; crecen en áreas perturbadas, a orillas de cauces de ríos temporales. En altitudes que van de los 900 a 2200 m s. n. m.

## Estado de conservación
En México no se encuentra en ninguna categoría de protección de la NOM059. Tampoco está en alguna categoría en la lista roja de la IUCN (International Union for Conservation of Nature). Ni en CITES (Convención sobre el Comercio Internacional de Especies Amenazadas de Fauna y Flora Silvestres).